# Jumbo Games
Jumbo Games är ett företag som tillverkar pussel och spel. Jumbo Games grundades år 1853 och ägs av M&R de Monchy N.V. Jumbo Games tillverkar alla sina spel och pussel i en fabrik som ligger i Nederländerna. Även huvudkvarteret ligger i Nederländerna men de har även kontor i Tyskland, Belgien och Storbritannien.

## Historia
Företagets ursprung kan spåras till Hausemann & Hottes partnerskap i mitten av artonhundratalet mellan den tyske varuhusägaren Engelbert Hausemann från Amsterdam, och Wilhelm Hotte, som tillsammans importerade spel och pussel till Nederländerna.
Efter första världskriget expanderade Hausemann & Hotte sitt urval av leksaker, spel och pussel. Detta inkluderade till exempel Meccano byggsatser i metall och andra leksaker såsom leksaksbilar och dockor.
Under mellankrigstiden fick Jumbo Games, på uppdrag av Mauritz en Ball från Zeist, börja tillverka träleksaker. Dessa träleksaker skulle vara tillräckligt kraftiga och hållbara för att en "elefant av trä" skulle kunna stå på dem. Dessa leksaker såldes senare under Jumbo Games företagsnamn och det gav upphov till den karaktäristiska röda elefant som Jumbo Games idag har som sin logga.
Efter andra världskriget hade Jumbo Games svårt med produktionen och deras export hade nästan upphört. För att vända den negativa trenden började Hausemann & Hotte tillverka pussel med hjälp av lokala fabriker och tillverkare. Pusslen tillverkades i stark, fast kartong och såldes även de under samma logga som träleksakerna för att påvisa deras hållbarhet. År 1950 tog de själva över produktionen för att slippa vara beroende av andra tillverkare och för att uppnå den kvalitet och hållbarhet som de strävar efter.
Man började senare att exportera fler och fler av sina produkter till USA och Hausemann & Hotte var de som introducerade Barbiedockan i Nederländerna.